# Trichopherophyton teuchansii
Trichopherophyton teuchansii es una especie extinta de planta que vivió durante el Devónico inferior. Esta especie fue descrita a partir de los datos suministrados por el yacimiento de Rhynie Chert donde fue descubierta, siendo uno de los fósiles más incompletos de cuantos se ha recuperado, por esta razón no existe un modelo morfológico que permita reconstruir el aspecto general de la planta. Se ha determinado que esta especie debía ser un colonizador tardío de sustratos ricos en humus.

## Morfología
La parte aérea de esta planta tenía sección circular y un diámetro máximo de 2.5 mm y una longitud indeterminada. La ramificación dicótoma como otras plantas localizadas en su yacimiento (Rhynia, Ventarura lyonii…) y crecimiento pseudomonopodial siendo la única planta del yacimiento que lo presenta. Debido al mal estado de conservación de los fósiles de esta especie no han podido ser observados los estomas; sin embargo, su cutícula presenta la característica más sobresaliente de la especie, unas proyecciones unicelulares a modo de espinas insertas en ángulo de 90° en toda la superficie del tallo.
Por debajo de la cutícula aparece una corteza externa formada por células compactas y una corteza interna de células más laxamente dispuestas que dejan amplios espacios intercelulares con residuos de color oscuro de naturaleza desconocida, probablemente endomicorrizas arbusculares siguiendo el patrón de otras especies similares del yacimiento. Por debajo de la corteza aparece el tejido vascular, una parte central de xilema exarca con sección circular y engrosamiento en espiral rodeado de una delgada línea de células de floema. Debido a la mala conservación de los restos no ha podido ser claramente relacionada la parte aérea con el rizoma subterráneo. Según los restos que se han asociado al rizoma, este debía tener un diámetro máximo de 2,3 mm cutícula lisa sin las prolongaciones espinosas del tallo y papilas de naturaleza epidérmica que bien podían ser los lugares de inserción de los rizoides. En el interior la corteza presenta menos diferenciación entre la zona interna y externa, aunque siguen observándose los residuos oscuros en la parte interna. El xilema exarca está rodeado de las células del floema que forman paquetes compactos de distribución espiral. Se han observado esporangios en algunos especímenes, pero no existe un registro suficientemente amplio como para hacer una descripción completa. Los esporangios observados son reniformes con un tamaño de entre 3,7 y 2,5 mm con espinas unicelulares similares a las presentes en el tallo que se adosan lateralmente a los ápices de los tallos aéreos que forman estructuras especiales llamadas tallos esporangiales. Estos esporangios poseen dos valvas que se abren por dehiscencia permitiendo la salida de las esporas. Estas esporas triletas tienen entre 55 y 80 micras de diámetro, muy similares a las esporas del género Retusotriletes.